# 19017 Сьюзанледерер
19017 Сьюзанледерер (19017 Susanlederer) — астероїд головного поясу, відкритий 4 вересня 2000 року.
Тіссеранів параметр щодо Юпітера — 3,288.